# Rue Serrano
La rue Serrano (en espagnol : calle de Serrano) est une voie de circulation située à Madrid, en Espagne.

## Situation
La rue Serrano s'étend de la place de l'Indépendance où se trouve la porte d'Alcalá au sud, à la place de la République de l'Équateur au nord. Elle traverse les arrondissements de Salamanca et Chamartín. 

## Histoire
Elle est créée au XIXe siècle lors des travaux décidés par l'investisseur José de Salamanca. Elle porte à l'origine le nom de boulevard Narváez, du nom de Ramón María Narváez, et prend le nom de Francisco Serrano après la révolution de 1868.

## Économie
La rue est réputée pour ses nombreux commerces de luxe, en particulier depuis des travaux achevés en 2010 qui ont élargi les trottoirs jusqu'à 10 m.

## Sites et monuments
Le Musée archéologique national étend sa longue façade sur le côté ouest de la rue, au no 13. La rue longe ensuite la place Colomb.
Un magasin El Corte Inglés est situé au no 47, à l'intersection avec la rue José-Ortega-y-Gasset. 
L'ambassade des États-Unis est un bâtiment de style international qui s'élève au no 75.
Le musée Lázaro Galdiano est situé au no 122.
La Villa andalouse, qui abrite la résidence de l'ambassadeur de France, est située au no 124.
L'ambassade du Japon est située au no 109.